# Тајна љубав
Тајна љубав (шп. La fuerza del destino) је мексичка теленовела, продукцијске куће Телевиса, снимана 2011.
У Србији је приказивана током 2011. и 2012. на телевизији Пинк.

## Радња
Прича почиње када се четрнаестогодишњи Иван са мајком Алисијом враћа у завичај, где живи његов отац Хуан Хаиме Мондрагон, богати и моћни земљопоседник који дечака не жели да призна као свог сина, а њему и његовој мајци прети и одбија их од себе. Алисија је због тога приморана да прихвати посао куварице у кући породице Ломели Куријел, у којој живе Доња Карлота и њена кћерка Лукресија са мужем Херардом и децом Марипаз и Лусијом. У кући Иван помаже где год може, истовремено учећи и усвајајући нова знања све до своје деветнаесте године, када се годину дана млађа Марипаз враћа са студија из иностранства. Младић осећа фаталну привлачност према хладној и прорачунатој девојци која без размишљања остаје трудна са њим. Вест о трудноћи одјекује као бомба, а Марипазина мајка шаље бандите да претуку Ивана. У тучи смртно страда један од бандита и Иван бежи, тражећи уточиште у куминој кући, где открива да му је мајка умрла.
Повређен и збуњен због мајчине смрти, Иван је убеђен да су за то одговорни Лукресија и Хуан Хаиме и немајући шта да изгуби, илегално одлази у САД. Тамо проводи једанаест година, уз свог заштитника Антонија Мегвајера, кога је игром случаја упознао на улицама Америке. Управо ће Антони бити тај који ће Ивана охрабрити да се врати у Аламос и суочи се са својом прошлошћу. Вративши се у родну град, младић се суочава са интригама и непријатним изненађењима. Између осталог сазнаје и да је његов син мистериозно нестао на дан рођења и да нико не зна где се налази. Ипак, најшокантније ће за Ивана бити признање Лусије, Марипазине млађе сестре, која му открива да још од детињства према њему гаји најчистија осећања. Иван неће знати како да се постави према Лусији, коју је увек сматрао само добром пријатељицом.
Ипак, судбина ће се побринути да ствари постави на своје место - управо ће Лусија бити та која ће Ивану помоћи да пронађе своје дете, поврати достојанство и уздигнуте главе преброди све препреке. Њих двоје ће заједно открити пут правих вредности, пријатељства и оданости, да би ходајући њиме на крају пронашли и љубав, захваљујући снази судбине…

## Ликови
- Иван Мегвајер (Давид Зепеда) - Интелигентан, праведан и племенит. Инжењер добрих осећања и скромног порекла, који са мајком долази у кућу породице Куријел где га заводи Марипаз. Због једне несреће приморан је да оде из своје земље. Враћа се као успешнан послован човек са намером да истера правду и пронађе сина, не сањајући да ће га судбина такође суочити са љубављу живота.
- Лусија Ломели (Сандра Ечеверија) – слатка, вредна и поштена, одлучила је да буде корисна породици и друштву као дечји психолог. Ивана познаје од детињства и увек ју је привлачио. Привлачност се претвара у љубав, али сестрине интриге и мајчине предрасуде ће је збунити када треба да одабере оданост породици или љубав према Ивану.
- Марипаз Ломели (Лаиша Вилкинс) - Неозбиљна, лажљивица и бесрамница. Одрасла је мислећи да ће све у животу постићи лепотом. Може да одведе у кревет сваког мушкарца и да јој послужи као забава, али њен сан је да пронађе мужа који ће јој у свему угађати. Љубоморна је и презире своју сестру, којој чини све да уништи љубав са Иваном. Не воли, већ само искришћава људе.
- Камило Галван (Габријел Сото) – Радан, племенит и збуњен. Одмалена је Иванов пријатељ. Носи у себи кривицу из прошлости, а када се Иван врати као успешан човек, почне да ради за њега и напредује у животу. Све ће се променити када се Камило заљуби у Лусију.
- Хуан Хаиме Мондрагон (Хуан Ферара) – Деспота, ауторитативан и амбициозан. Пољопривредник и Иванов биолошки отац. Презире људе са слабим карактером који нису мачисти и препотентни као он. Малтретира све око себе, посебно чланове своје породице. Циљ му је да буде главна особа у целом Аламосу.
- Херардо Ломели (Алехандро Томаси) – Топли архитекта и слабић. Лукресијин супруг, мушкарац без свог Ја, који проналази љубав у Ивановој мајки, Алисији, која умире након што кришом абортира њихово дете. Није постигао да буде јака очинска фигура, али након што се растане од Лукресије наклоњен је кћеркама, посебно према Лусији, док се Марипаз скроз удаљи од њега. Херардо чува породичну тајну, очувао је кришом свог унука како га не би однели у сиротиште.
- Антони Мекгвајер (Педро Армендариз Јуниор) – Дарежљив, веома симпатичан и праведан. Иванов усвојени отац. Поседује велики осећај за правду. Стално саветује Ивана да не чини грешке. Осећа да је Карлота његова сродна душа и њихов однос је пун нежности.
- Лукресија Куријел (Роса Марија Бијанки) – Опсесивна, амбициозна и превише брине шта ће рећи људи. Лусијина и Марипазина мајка, живи са друштвеним предрасудама због Марипазиног начина живота. Не преза од насиља како би раставила Ивана од својих кћерки. Презире свог супруга Херарда и разводи се од њега, иако јој је веома битно шта ће људи рећи. Марипазино понашање и економска криза закомпликоваће још више њен живот.
- Доња Карлота Куријел (Делија Касанова) – Једноставна и љубазна. Лукресијина мајка. Бака Карлота је искрена и директна. Подржава Лусијину љубав према Ивану и елегантно дозвољава Антонију да јој се удвара. Носи тајне из прошлости, али их открива и иде уздигнуте главе даље, бранећи љубав.
- Арселија Галван (Летисија Пердигон) – Вредна, поштена и солидарна. Мајка Антолина, Камила и Кармен. Скромна жена и посвећена мајка. Алисијина пријатељица, воли Ивана као да јој је рођени син. Воли и штити своју децу, која се запошљавају код Ивана када се врати у Аламос. Пати је јер Антолин кренуо лошим путем и чини све да га врати на прави.
- Антолин Галван (Марсело Кордоба) – Корумпиран, преваранз и шармантан. Старији Камилов брат. Талентован за незаконите радње. Може да буде окрутан, али према Каролини и малом Алексу јер веома нежан. За њега је живот створен да ужива, и ако треба да лаже и вара, без сумње ће то урадити са осмехом на уснама.
- Каролина (Кика Едгар) – Племенита особа. Очувала је Алекса и посветила му живот као да јој је рођени син, иако је слепа. Љубав према Алексу је јединствена али и чудна. Када помисли да ће јој га одузети чини све да се то спречи.
- Саул Мондрагон (Фердинандо Валенсија) – Сумњичав, амбициозан и прорачунат. Син Хуана Хаимеа, по понашању је очева копија. Отац га је потцењивао што је довело до тога да постане лоша особа. Успева му да једно време Лусија буде његова девојка, али она раскида са њим и Саул тражи начин да је поврати и уништи њену везу са Иваном.
- Давид Мондрагон (Ђаума Матеу) – Племенит, слабић, пати због комплекса. Патио је одрастајући уз презир свог оца и заштитнички настројену мајку. Хуан Хаиме ниподаштава његову мушкост и користи сваку прилику да му каже да је хомосексуалац и да не вреди ништа.
- Естер Мондрагон (Лусеро Ландер) – Покорна, слаба и без карактера. Супруга Хуан Хаимеа. Жена без карактера која живи под чврстом и страшном контролом свог мужа. Није способна да одбрани своју децу од очевог ауторитета и доминације.
- Худит Мондрагон (Роксана Рохо) – Каприциозна, наивна и сањалица. Кћерка Хуана Хаимеа. Огорчена је због очевог малтретирања њене мајке, али мора да га подноси јер се не усуђује да му се супротстави. Марипазина је пријатељица и диви јој се због њеног бунтовништва, али касније увиђа каква је и почне да је избегава. Безбрижна је, воли да ради као декоратер. Жели да се што пре уда и побегне из породичне куће и од оца.
- Кармен Галван (Јулијана Пениче) – Огорчена, лења и свадљива. Млађа сестра Антолина и Камила. Самохрана мајка, има кћерку из романсе са Саулом али то крије од свих. Живи у чежњи да постане богата. Када има прилику да наређује људима она је некултурна и незахвална.

## Глумачка постава

### Главне улоге
| Глумац:          | Улога:                       |
| ---------------- | ---------------------------- |
| Давид Зепеда     | Иван Виљагомез Иван Мегвајер |
| Сандра Ечеверија | Лусија Ломели Куријел        |
| Габријел Сото    | Камило Галван                |
| Лаиша Вилкинс    | Mарипаз Ломели Куријел       |

### Споредне улоге
| Глумац:                 | Улога:                                  |
| ----------------------- | --------------------------------------- |
| Летисија Калдерон       | Алисија Виљагомез                       |
| Делија Касанова         | Карлота Куријел                         |
| Роса Марија Бијанки     | Лукресија Куријел Ломели                |
| Хуан Ферара             | Хуан Хаиме Мондрагон                    |
| Летисија Пердигон       | Арселија Галван                         |
| Педро Армендарис Јуниор | Антони Тони Мекгвајер                   |
| Фердинандо Валенсија    | Саул Мондрагон                          |
| Алехандро Томаси        | Херардо Ломели                          |
| Кика Едгар              | Каролина Муњоз                          |
| Марсело Кордоба         | Антолин Галван                          |
| Лусеро Ландер           | Естер Мондрагон                         |
| Јулијана Пениче         | Кармен Галван                           |
| Ђаума Матеу             | Давид Мондрагон                         |
| Роксана Рохо            | Худит Мондрагон                         |
| Росанхела Балбо         | Олга                                    |
| Алфонсо Итуралде        | Силвестре Галван                        |
| Игнасио Гвадалупе       | Бенито Хименез                          |
| Виљебалдо Лопез         | дон Клето                               |
| Марија Прадо            | Глорија                                 |
| Џоана Брито             | Марија                                  |
| Фернандо Роблес         | Леандро                                 |
| Хосе Монтини            | Мигел Дебели Ернандез                   |
| Рамон Валдез            | Езекјел                                 |
| Карла Кардона           | Беренисе Ескаланте                      |
| Беатриз Морено          | Естела                                  |
| Агустин Арана           | Роберт Боб Родригез                     |
| Рене Варси              | Хулиете Абаскал Родригез                |
| Адријано Зендехас       | Иван Виљагомез (у млађим данима)        |
| Фернанда Флорес         | Лусија Ломели Куријел (у млађим данима) |
| Рената Нотни            | Лусија Ломели (у млађим данима)         |
| Илсе Замарипа           | Марипас Ломели (у млађим данима)        |